# San Isidro Crespo
San Isidro Crespo es una localidad del estado mexicano de Guanajuato. Es parte del municipio de Celaya.

## Toponimia
El nombre «San Isidro» hace referencia al santo patrono de la localidad: San Isidro Labrador.

## Demografía
| Gráfica de evolución demográfica |
|                                  |

| Censo | Población |
| ----- | --------- |
| 1980  | 1 272     |
| 1990  | 2 923     |
| 2000  | 3 020     |
| 2010  | 3 711     |
| 2020  | 3 279     |